# William Jennings Bryan

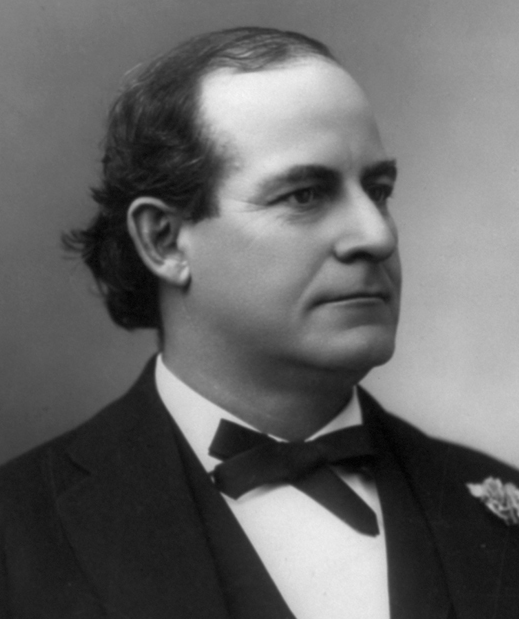
William Jennings Bryan (1902)

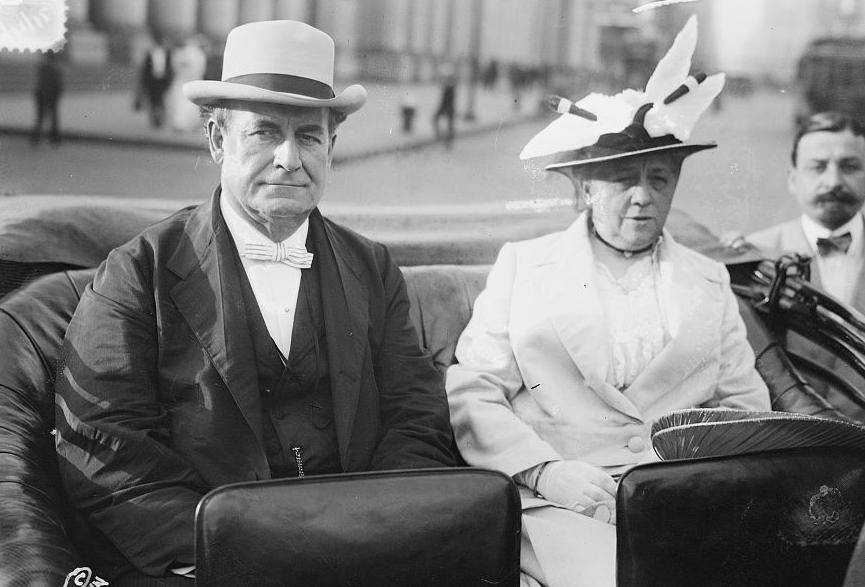
William Jennings Bryan und seine Ehefrau 1915

William Jennings Bryan (* 19. März 1860 in Salem, Illinois; † 26. Juli 1925 in Dayton, Tennessee) war ein US-amerikanischer Politiker.  In der Zeit seines politischen Wirkens gehörte Bryan zu den führenden Persönlichkeiten der populistischen Bewegung der USA, die sich vor allem gegen Kartelle und für bessere Bedingungen für Farmer einsetzte.
Er war dreimal – 1896, 1900 und 1908 – Kandidat der Demokratischen Partei für das Amt des Präsidenten.
Von 1891 bis 1895 saß er für den Bundesstaat Nebraska im US-Repräsentantenhaus und gehörte dem Kabinett von US-Präsident Woodrow Wilson als Außenminister an.

## Leben
Er war ein führender Vertreter der Populisten-Bewegung Ende des 19. Jahrhunderts und kandidierte in den Jahren 1896 und 1900 als Demokrat für die US-Präsidentschaft, wobei er jeweils vom Republikaner William McKinley geschlagen wurde. 1908 trat er ein weiteres Mal an, unterlag aber klar dem Republikaner William Howard Taft.
Seine Plattform war der Raiffeisen-Bewegung in Deutschland und Österreich nicht unähnlich, und er versuchte, die Interessen der kleinen Bauern gegenüber den mächtigen Eisenbahnbaronen und den Industriekartellen zu verteidigen. Im Wahlkampf um die Präsidentschaft 1896 kämpfte er gegen die Einführung des Goldstandards, es sollte beim Bimetallismus (Gold und Silber) bleiben. Seine Nominierung verdankte er einer begeistert aufgenommenen Parteitagsrede, in welcher er davor warnte, „die Menschheit an einem Kreuz aus Gold zu kreuzigen“. Damit spielte er auf die in der populistischen Bewegung verbreitete Verschwörungstheorie an, der Goldstandard gehe auf ein Komplott von Big Business und der New Yorker Großbanken gegen das einfache Volk zurück. Er schuf damit eine breite Grundlage für die Demokratische Partei, die sich als „Partei des kleinen Mannes“ und der Sozialreformen gegen Großkapital und imperialistische US-Außenpolitik präsentierte und vor allem im ländlichen Mittleren Westen viele Wählerstimmen errang.
Sein Engagement für die kleinen Farmer konzentrierte sich aber vor allem auf arme Weiße. Gegen Afroamerikaner hegte er ähnliche Vorurteile wie fast alle weißen Politiker seiner Zeit. Seine Missachtung zeigte sich in einer Bemerkung, die er anlässlich der  Militärintervention der USA in Haiti im Jahr 1916 fallen ließ: „Denken Sie nur – Nigger, die Französisch sprechen!“ Auch gelang es ihm nicht, städtische Wähler (z. B. Industriearbeiter) und Einwanderer zu überzeugen, die die Basis beim Wahlsieg des Demokraten Woodrow Wilson in der Präsidentschaftswahl 1912 bilden sollten.
Vom 5. März 1913 bis zum 9. Juni 1915 war er US-Außenminister im Kabinett Wilson. Als der US-Präsident in zwei Noten von Deutschland verlangte, die Versenkung der Lusitania als Verbrechen zu verurteilen, trat er als amerikanischer Außenminister zurück, weil die Note Wilsons den Charakter eines Ultimatums hatte und die Vereinigten Staaten in einen Krieg mit Deutschland verwickeln konnte. Nach Bryans Meinung hatte Deutschland ein Recht zu verhindern, dass seinen Feinden Kriegsmaterial geliefert wird. Wenn solche Schiffe Passagiere in der Hoffnung an Bord nähmen, nicht angegriffen zu werden, so sei das kein legitimer Schutz vor einer Zerstörung.
Der Populismus Bryans beruhte wesentlich auf seiner grundsätzlichen Ablehnung des Sozialdarwinismus Herbert Spencers, der die Politik der Republikanischen Partei um 1900 wesentlich prägte. Er setzte den Sozialdarwinismus mit dem Darwinismus gleich, dem er als evangelikaler Christ ebenso fundamental widersprach. Aus diesem Grund trat er 1925 als Mitankläger des Staatsanwaltes im so genannten „Affenprozess“ gegen den Lehrer Thomas Scopes auf. Dieser hatte Darwins Evolutionstheorie an einer öffentlichen Schule gelehrt, obwohl das Parlament von Tennessee dies kurz zuvor verboten hatte. Bryan argumentierte, dass die Wissenschaftler nur ihre Theorie verträten, es in diesem Fall aber nicht auf die unterschiedlichen Theorien, sondern ausschließlich auf das Gesetz ankomme. Fünf Tage nach Beendigung des Prozesses, in dem Scopes zu einer Geldstrafe verurteilt wurde, starb Bryan im Schlaf. Seine letzte Ruhestätte fand er auf dem Nationalfriedhof Arlington.
Die University of Florida verlieh ihm 1923 die Ehrendoktorwürde.

## Film
- Der Film Inherit the Wind (1960, Bryans Part wird gespielt von Fredric March) und einige Remakes (1965, 1988 und 1999) trugen bzw. tragen dazu bei, dass der Scopes-Prozess (Affenprozess) bis heute vielen bekannt ist. Bryans Name wurde in Brady geändert.

## Belege
1. ↑  - YouTube. Abgerufen am 12. Juli 2025.
2. ↑  „… to crucify mankind upon a cross of gold“. Larry Schweikart: Populism. In: Peter Knight (Hrsg.): Conspiracy Theories in American History. An Encyclopedia. Band 2: M – Z. ABC Clio, Santa Barbara CA u. a. 2003, ISBN 1-57607-812-4, S. 589 f.; Joseph E. Uscinski, Joseph M. Parent: American Conspiracy Theories. Oxford University Press, Oxford u. a. 2014, ISBN 978-0-19-935180-0, S. 111.
3. ↑  “Imagine! Niggers speaking French!” Andrian Kreye: Napoleons Schmach. Die Wurzeln des Elends: Haiti bezahlt immer noch für seine Befreiung. In: Süddeutsche Zeitung, vom 19. Januar 2010.
4. ↑  Honorary Degree Recipients (Memento vom 20. Dezember 2015 im Internet Archive) president.ufl.edu, abgerufen am 12. Januar 2021.

| Personendaten    | Personendaten               |
| ---------------- | --------------------------- |
| NAME             | Bryan, William Jennings     |
| KURZBESCHREIBUNG | US-amerikanischer Politiker |
| GEBURTSDATUM     | 19. März 1860               |
| GEBURTSORT       | Salem, Illinois             |
| STERBEDATUM      | 26. Juli 1925               |
| STERBEORT        | Dayton, Tennessee           |